# Margreet Beetsma
Margreet Beetsma (Emmen, 12 mei 1973) is een Nederlandse televisiepresentatrice en historica. 
Na de School of Media in Zwolle ging Beetsma geschiedenis studeren aan de Rijksuniversiteit Groningen in Groningen (afgestudeerd in 1998) en tegelijkertijd aan het werk bij RTV Drenthe. In 2001 werd ze presentatrice van Het Klokhuis. Op Omroep Gelderland presenteerde ze 'rondje 30 en samen met Jan Douwe Kroeske het Teleac-programma Verre Verwanten. Sinds maart 2007 is ze te zien als presentatrice van Editie NL. Op 12 februari 2020 speelde ze zichzelf in Goede tijden, slechte tijden.
Beetsma heeft een dochter en een zoon. 